# 八条宮尚仁親王
八条宮尚仁親王（はちじょうのみや なおひとしんのう、寛文11年11月9日（1671年12月10日） - 元禄2年8月6日（1689年9月19日））は、江戸時代前期の日本の皇族。世襲親王家の八条宮（桂宮）第5代当主。後西天皇の第八皇子。母は光源寺智秀の女で梅小路定矩の養女の梅小路定子。幼称は員宮（かずのみや）。
延宝3年（1675年）長仁親王の遺言により、八条宮家の継嗣となり、貞享元年（1684年）11月親王宣下を受け、尚仁と命名される。貞享3年（1686年）3月元服し、弾正尹に任ぜられる。元禄2年8月6日（1689年）薨去。19歳。法名は無量光院。
和歌を好み多くの詠草が遺されている。また儒学を修め、山崎闇斎の門人である桑名松雲・浅井琳庵が進講している。
近侍していた栗山潜鋒（のち水戸藩に仕える）が『尚仁親王行状』（『弾正尹八条親王行状』）を著わしている。